# Djäkn (Jakob Abrahamssons ätt)
Djäkn, Jakob Abrahamssons ätt är en medeltida frälseätt som antagligen kommit till Finland från Baltikum. Ättens stamfar Abraham kan möjligen vara identisk med en ”Domherr Abraham” i Reval 1344. Det är Abrahams söner, Jakob och Mårten, som nämns i Finland i slutet av 1300-talet.

Vapen: en balkvis lagd gren, med skaftade löv eller ollon, två upptill, ett nedtill.

## Jakob Abrahamsson
Jakob Abrahamsson, eller Jeppe Diekn, nämns första gången 1377 då han var fogde på Åbo slott. Den 29 augusti 1386 utnämndes han till lagman i Finland. Kung Albrekt gav honom 21 juni 1387 i uppdrag att på dennes vägnar förvalta Bo Jonsson (Grip)s, (äldre ätten) tidigare län. Han nämndes i samband med kung Albrekts frigivning den 17 juni 1395 som en av drottningens män. Han skall 1398 har bott i Lübeck där han lät upprätta testamente. Han besökte Finland år 1402 men bosatte sig i Reval. Exakt dödsdatum är inte känt men han levde ännu 13 juni 1406 och var död 21 juni 1412.
Han var först gift med Katarina Haraldsdotter, dotter till Harald Larsson (fisk på sned). Arvskifte efter Katarina hölls 6 juni 1386. Hans andra hustru hette Helena. Hon nämns 1401-1414. Han hade tre döttrar och en son.

## Mårten Abrahamsson
Mårten Abrahamsson nämns 1379 i Kimito socken i Egentliga Finland. Han var fogde i Satakunda 1391. Han levde ännu 1423 och kallas då väpnare. Han var gift med Ragnhild Olofsdotter, dotter till Olof Jönsson, eller Olof Tavast, stamfar för den äldsta ätten Tavast. Hans son Mats Mårtensson (1420-1451) var lagman i Söderfinne lagsaga 1437 och riksråd 1438. Mats vapen var en liggande gren med två löv uppåt, ett nedåt.